# Cuterebra bureni
Cuterebra bureni är en tvåvingeart som beskrevs av Dalmat 1942. Cuterebra bureni ingår i släktet Cuterebra och familjen styngflugor.
Artens utbredningsområde är Costa Rica. Inga underarter finns listade i Catalogue of Life.